# 아이뵈르 폴스도티르
아이뵈르 폴스도티르(Eivør Pálsdóttir, 1983년 7월 21일 ~ )는 페로 제도의 가수이다.